# Feromon

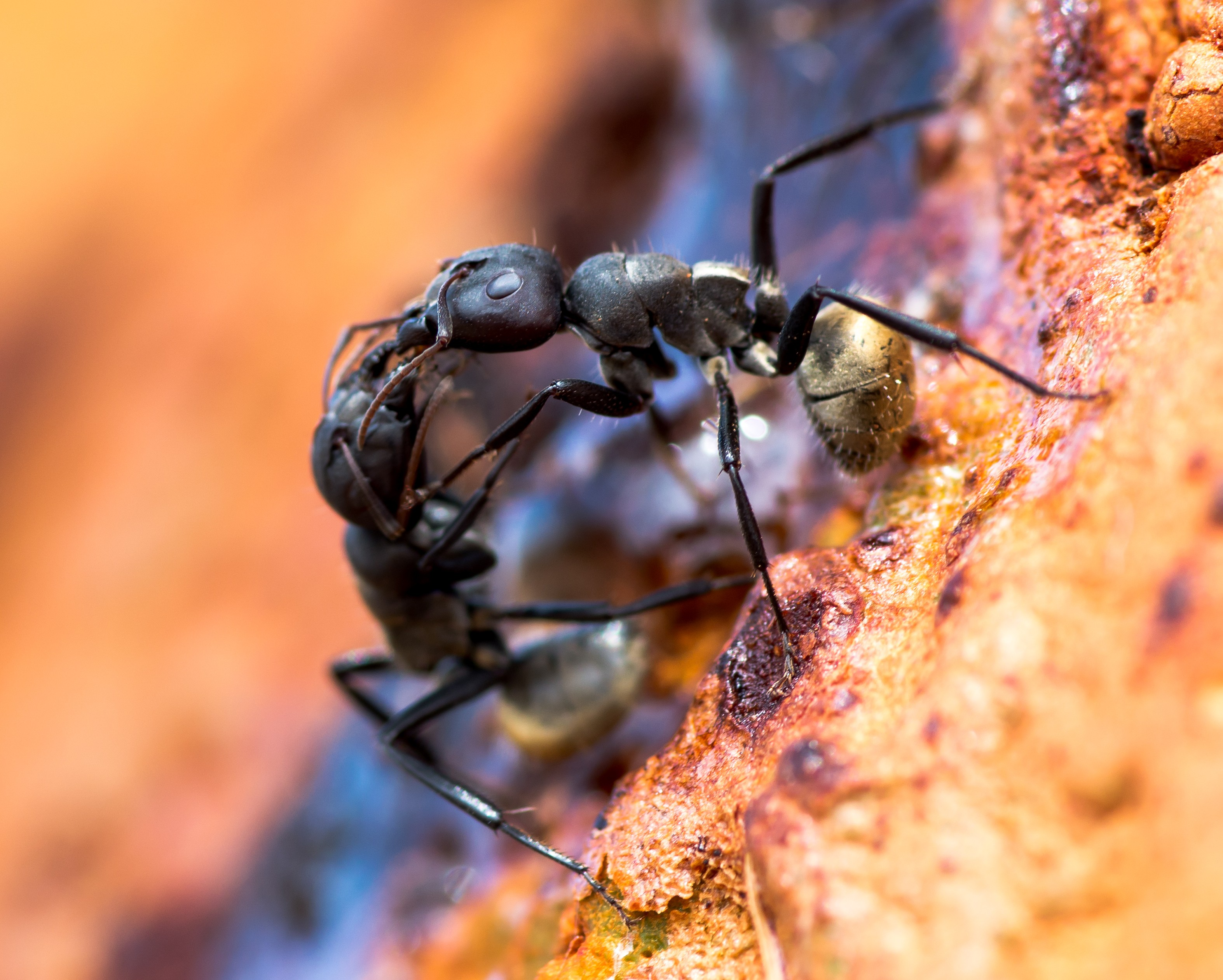
Dva jedinci Camponotus sericeus z čeledi mravencovití komunikující pomocí feromonů a dotyku

Feromon (z řec pherein přenášet a hormōn stimulovat, vzrušit) je dle akceptované definice substance, sloužící jako chemický signál, produkovaný jedním organismem za účelem ovlivnit chování jedinců stejného druhu. Feromony jsou přírodní chemické látky, které jsou vytvářené organismem a šířeny za účelem vnitrodruhové komunikace. Jinými slovy, živočichové užívají feromony k přenosu informací. Informace se mohou přenášet jen mezi dvěma nebo více příslušníky stejného druhu. Feromony mohou být jednotlivé chemické sloučeniny nebo směsi několika složek.
Téměř všechny feromony, bez ohledu na velikost molekul, jsou detekovány čichem (u savců je hlavním čichovým systémem nebo vomeronazálním systémem a nebo dokonce i obojím). Čichový receptor pro feromony, vomeronasální receptor, má většina obojživelníků, plazů a savců (chybí zejména ptákům a lidoopům). U savců je umístěn především v jacobsonově orgánu, na spodní části nosní přepážky. Minimum feromonů působí přímo na cílovou tkáň (alohormonální feromony) nebo jsou detekovány neglomerulárními chemoreceptory, jako je chuť.

V živočišné říši mají feromony více funkcí. Nejčastěji slouží savcům a hmyzu ke komunikaci kvůli reprodukci (rozmnožování). Další funkcí je orientace v prostoru typická pro mravence. Mravenci uvolňují feromony, aby navedli další jedince k potravě. Další známou funkcí je řízení sociálního uspořádání termitů v termitišti, mravenců v mraveništi nebo společenstva včel v dutině stromu nebo v úlu. Včelí matka společenských druhů včel (většina druhů jsou druhy samotářské) udržuje hierarchii ve společenstvu.

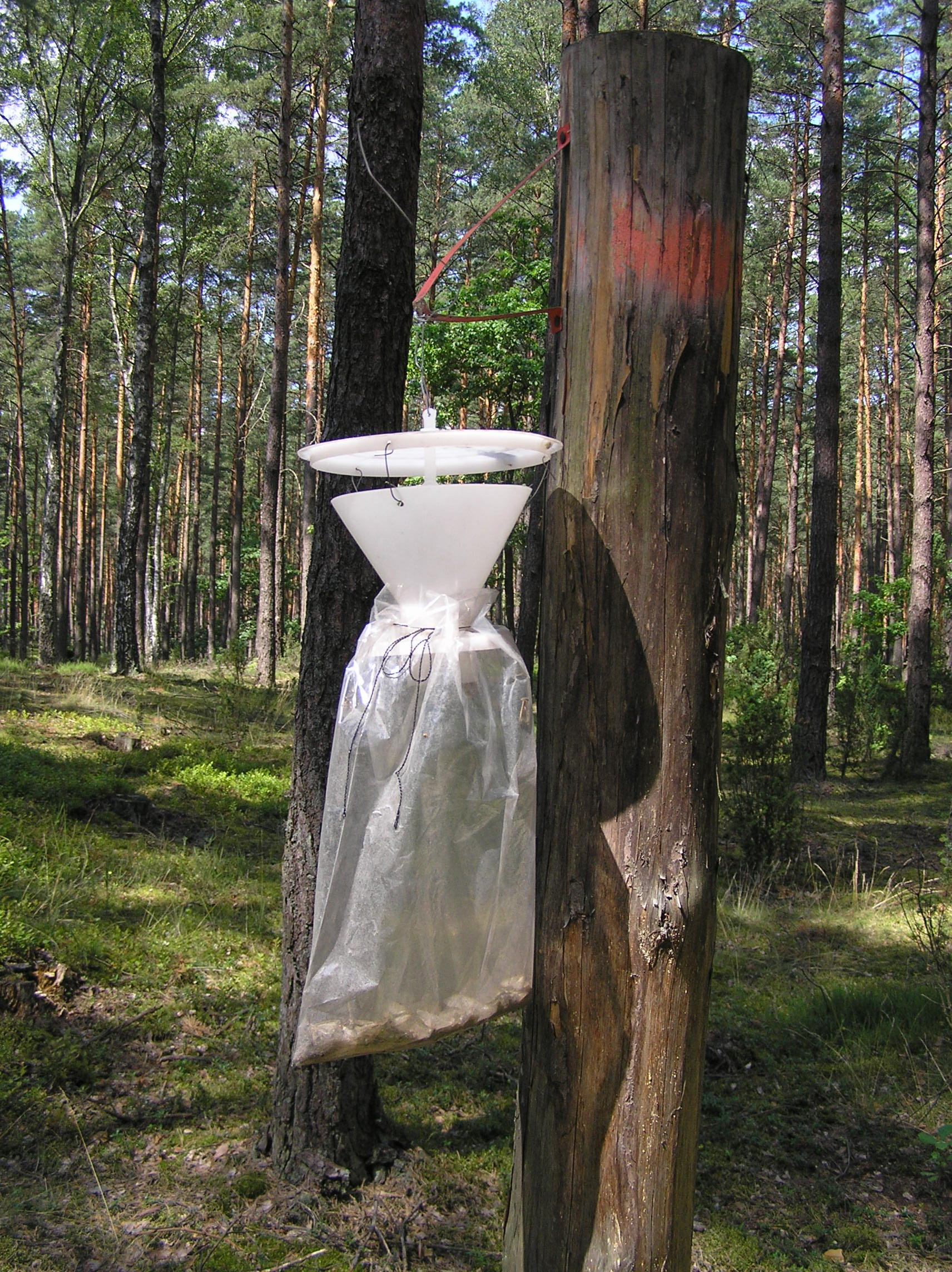
Feromonová lesní past na motýly

Na základě toho fungují celá společenství hmyzu. Objevila se i teorie, že by se hmyz v daleké budoucnosti mohl dát ovládat pomocí syntetických feromonů, protože na rozdíl od vyšších živočichů, kteří mají vyvinutější instinkt, se hmyz řídí téměř výhradně feromonovými látkami.[zdroj?]
Feromony jsou definovány jako látky, působící mezi jedinci téhož druhu, ovšem k chemické komunikaci dochází i mezi různými druhy. Látky, které takovou komunikaci zprostředkovávají, se nazývají allelochemikálie. Lze je rozdělit podle nákladů a zisků na odesílatele a příjemce. Allomony jsou výhodné pro odesílatele. Slouží živočichům nebo rostlinám k obraně před predátory, ale také mohou predátorům posloužit k oklamání kořisti, jako je tomu například u pavouka bolasového. Ten dokáže synteticky vytvořit pohlavní feromon své kořisti, aby ji nalákal do pasti a chytil ji.

## Definice pojmu
Definice pojmu feromon stále vyvolává kontroverzi. Původní definice Petera Karlsona a Martina Lüschera hovoří o „substanci, která je sekretována do vnějšího prostředí jedním jedincem a přijata druhým, ve kterém vzbuzuje specifickou reakci, například určité chování nebo vývojový proces“. Tato odpověď (reakce) se ovšem u jedinců stejného druhu značně liší a přiřknout specifickou funkci feromonům není možné. Pokusů o definici je ve vědecké literatuře řada. Definice se shodují, že se musí jednat o komunikaci mezi jedinci stejného druhu. Dle některých je třeba od feromonů odlišovat „podpisové směsi“. Další definice hovoří o splnění požadavku výhodnosti pro oba účastníky.

## Historie
Feromony se staly předmětem zájmu především v 50. a 60. letech 20. století a vznikla celá řada teorií ohledně jejich vzniku. Prvním předchůdcem těchto teorií byl v roce 1932 Albrecht Bethe, který zavedl termín ektohormon tehdy definovaný jako hormon působící vně organismu. Pojem feromon poprvé použil Peter Karlson a Martin Lüscher v roce 1959. Jednou z teorií je, že feromony jsou evolučním předchůdcem hormonů. Proti tomu stojí teorie, že feromony jsou organismem upravené molekuly primárně s odlišnou funkcí.

## Feromony podle funkce

### Feromony s reprodukční funkcí
V živočišné říši feromony slouží mj. k přivábení jedince opačného pohlaví k reprodukci. Tento fakt, který se dostal do všeobecného povědomí, bývá využíván při reklamních kampaních deodorantů a kosmetiky.
Na mikroskopické úrovni jsou feromony využívány řadou druhů k předání informace k indukování kompetence – tedy k horizontálnímu přenosu genetické informace nazývaným transformace – za účelem získání nových, evolučně výhodných vlastností, jako je například rezistence k antibiotikům. Tento proces byl podrobně popsán například u bakterie Streptococcus pneumoniae (pneumokok), hlavní příčiny komunitní pneumonie a meningitidy u dětí a starších osob a také sepse u osob nakažených HIV.
Feromony eukaryot stimulují sexuální interakci řady druhů.

## Feromony u člověka
Význam feromonů u člověka není zcela probádán. Názory vědců se liší i ohledně samotného průkazu existence chemické komunikace pomocí feromonů u člověka, který stále není přijímán všeobecně. Nejdiskutovanější je funkce čtyř steroidních látek: androstenon, androstenol, androstadienon a estratetraenol. Především androstenon se dostal do popředí vědeckých studií. Část studií, které se vlivem těchto molekul na lidské chování zabývají, je kritizována. Někteří vědci označují výsledky za falešně pozitivní, a to zejména proto, že k pokusům byly použity látky v takové koncentraci, jaká se v běžném prostředí nemůže vyskytovat.
Problémem je také absence vědomostí o vomeronasálním orgánu lidí (nebo orgánu přebírajícím jeho funkci), který se podílí na zpracování informace poskytnuté feromony jiných savců.
Všeobecně uznávané důkazy o existenci feromonů u člověka jsou známé. Za nejpravděpodobnější výskyt feromonů je považována sekrece žlázy z dvorce bradavky během kojení, která pomáhá stimulovat sání dítěte. Za zmínku stojí i práce týkající se menstruační synchronie nebo výběru partnera.

## Feromony u hmyzu
Feromony hmyzu jsou především lipidy. Byla popsána řada jejich funkcí: vábení k reprodukci, přivolávání, afrodiziakum, anti-afrodiziakum, vyvolávání agrese, rozpoznání vlastního druhu, upozornění na nebezpečí.
Feromony, které slouží k přivolávání dalších jedinců, působí stejně i na opačné pohlaví. Jejich výskyt byl popsán u švábů, blech, brouků, roztočů, včel a dalších. Umožňují především ochranu před vlivy prostředí a predátory.
Feromony jsou také hojně využívány v zemědělství, resp lesnictví k potlačování „škůdců“ a hmyzu přenášejícího onemocnění. Hlavní výhoda oproti běžným pesticidům spočívá v šetrnosti vůči dalším druhům, protože ovlivňují pouze určitý druh hmyzu. V současné době[kdy?] jsou vyvíjeny i prostředky se směsí feromonů, které fungují na větší množství škůdců. Na stejném principu jsou založeny i pokusy ovlivnit přenašeče Chagasovy nemoci.